# Kwik(II)thiocyanaat
Kwik(II)thiocyanaat is het kwikzout van thiocyaanzuur en heeft als brutoformule Hg(SCN)2. De stof komt voor als witte monokliene kristallen, die zeer slecht oplosbaar zijn in water.

## Synthese
Kwik(II)thiocyanaat wordt bereid door de reactie van een oplosbaar kwik(II)zout (zoals kwik(II)chloride) met een thiocyanaat-zout (zoals kaliumthiocyanaat) in waterige oplossing. Het witte kwik(II)thiocyanaat vormt dan een neerslag:
{\displaystyle {\ce {HgCl2 + 2KSCN -> Hg(SCN)2 + 2KCl}}}

## Toepassingen
Kwik(II)thiocyanaat werd vroeger gebruikt in de pyrotechniek om een zogenaamde faraoslang te maken. Dit is een lange, slangvormige constructie die voornamelijk uit as bestaat en ontstaat door de verbranding van kwik(II)thiocyanaat, in combinatie met wat glucose als extra brandstof. Dit wordt niet meer gedaan, gezien de hoge toxiciteit van kwik en diens verbindingen.
Tegenwoordig wordt het gebruikt als indicator voor chloride-ionen bij kwalitatieve analyses en in de fotografie bij het ontwikkelen en versterken van negatieven.